# Носкова, Ольга Геннадьевна
О́льга Генна́дьевна Носко́ва (род. 13 ноября 1948) — российский психолог, профессор кафедры психологии труда и инженерной психологии факультета психологии Московского государственного университета им. М. В. Ломоносова, заслуженный профессор Московского университета; член двух диссертационных советов при МГУ им. М. В. Ломоносова (до 1 авг. 2017 г.), член Российского психологического общества, член российской секции Международной академии наук (International council for scientific development. International Academy of Sciences), Межрегиональной эргономической ассоциации, Специалист в области истории психологии труда и смежных направлений прикладной психологии, проблем психологии труда: психологии профессий, типологии профессий, карьерного консультирования. Автор более 200 публикаций.
Читает в МГУ общий курс «Психология труда, инженерная психология и эргономика» и спецкурсы: «История психологии труда и организационной психологии», «История прикладной психологии», «Психологическая классификация видов спортивной деятельности», «Психолого-эргономическое обеспечение социально-трудовой реабилитации больных и инвалидов»; соавтор программы спецкурса «Психология безопасности в эргатических системах».

## Биография
Родилась 13 ноября 1948 года в Москве.
В 1972 г. окончила факультет психологии Московского государственного университета имени М. В. Ломоносова.
В 1986 г. защитила кандидатскую диссертацию на тему «Психологические знания о труде и трудящемся в России конца XIX — начала XX века», под руководством профессора Е. А. Климова; в 1998 г. защитила— докторскую диссертацию на тему «История психологии труда в России (1917—1957 гг.)».
С 1972 г. работает на факультете психологии МГУ имени М. В. Ломоносова, с 1999 г. — в должности профессора кафедры психологии труда и инженерной психологии — с 1999 г.
С 1990 по 2000 г. — заместитель декана факультета психологии по учебной работе.
С 1990 по 2003 гг. — член редколлегии журнала «Вестник Московского университета. Серия 14. Психология».
С 2004 по 2008 гг. заведовала кафедрой психологии развития и акмеологии Московского гуманитарного университета, была членом диссертационного совета при МосГУ.

## Научная деятельность
Область научных интересов О. Г. Носковой: история отечественной и зарубежной психологии труда и смежных направлений прикладной психологии; проблемы психологии труда; психология профессий, типология профессий, карьерное консультирование.
Тема кандидатской диссертации «Психологические знания о труде и трудящемся в России конца XIX — начала XX в.».
Тема докторской диссертации «История психологии труда в России. 1917—1957». В работе обозначен вклад прикладных психологических дисциплин в становление проблем отечественной общей психологии, её теории и методологии.
В ходе своих научных изысканий, Носкова, фактически создала новый вариант психологии трудовой деятельности как отрасли научного знания.
В результате её работ психология труда теперь органично и очень содержательно сопряжена со многими другими отраслями психологии, начиная от общей, социальной, педагогической психологии и кончая психологией клинической.
Большинство крупных работ О. Г. Носковой — учебные пособия. Её капитальный учебник «Психология труда» (М.: Академия, 2004) не раз переиздавался. Сведения, содержащиеся в этом учебнике, как и в других работах Ольги Геннадьевны, исторически обоснованы и вместе с тем являются откликом на самые разнообразные вопросы психологии.
Благодаря О. Г. Носковой, силами студентов, с которыми она ведет занятия, составлены описания учебных профессий, специальностей и специализаций Московского университета им. М. В. Ломоносова. Эти описания опубликованы в трех выпусках сборника «Профессии Московского университета» (2000 г.), а также представлены на сайте МГУ, посвященном 250-летию со времени его основания. Кроме того, составлено более 40 профориентационных описаний трудовых постов психологов. Эти описания собраны под названием «Психология как профессия»

## Некоторые публикации[3]

### Статьи
- Носкова О. Г., Состояние психологических наук о труде и трудящихся в современной России // Психологический журнал, 2017, Том 38, № 5. С.77-90.
- Носкова О. Г., Бальбеков Р. А. Проблема безопасности в психологических науках о работающих людях и эргатических системах: прошлое, настоящее, будущее // Журнал «Мир психологии». — 2017. — № 4, с. 225—238.
- Носкова О. Г. Психолого-эргономическое обеспечение деятельности специалистов в области охраны труда // Журнал «Человеческий фактор: проблемы психологии и эргономики». — 2017. — № 3, с. 53-56.
- Носкова О. Г. Религиозность современной молодежи и способ её оценки // Журнал «Мир психологии». — 2017. — № 3 (91), с. 227—238.
- Леонова А. Б., Носкова О. Г. Идеалы психологической науки и практики в трудах Е. А. Климова // Журнал «Вестник Московского университета». Серия 14: Психология. 2015. — № 4, с. 4-14.
- Носкова О. Г. Общепсихологическая теория деятельности и проблемы психологии труда // Вестник Московского университета. Серия 14: Психология. — 2014. — № 3, с. 104—121.
- Носкова О. Г., Девишвили В. М., Чернышева О. Н., Доступность московского метрополитена для пассажиров с ограниченными двигательными возможностями // Эргономист. Бюллетень Межрегиональной эргономической ассоциации. Электронный ресурс URL: http://www.ergo-org.ru Архивная копия от 2 марта 2022 на Wayback Machine, 2015, № 43. С.5-12.
- Носкова О. Г. Профессиональная диагностика и отбор (заметки о работе секции на Эрго 2014) // Журнал «Эргономист. Бюллетень Межрегиональной эргономической ассоциации». — 2014. — № 37, с. 36-43.
- Девишвили В. М., Нистратов А. А., Носкова О. Г., Информационно-поисковая система «Психология спорта» // Спортивный психолог, 2014, № 3, с.24-33.
- Ерофеев А. К., Носкова О. Г., К предыстории компетентностного подхода в прикладной психологии // Электронный ресурс URL: http://orgpsyjournal.hse.ru Архивная копия от 8 марта 2022 на Wayback Machine. 2014. Том 4, № 4, с.121-144.
- Носкова О. Г. Вопросы социальной психологии труда в произведениях А. Богданова // Журнал «Знание. Понимание. Умение». — 2012. — № 2, с. 231—237.
- Носкова О. Г. Идеи социальной психологии труда в отечественной социологии и научном управлении начала XX века // Журнал «Методология и история психологии». 2011. — № 2, с. 18-39.
- Носкова О. Г., Доказательность в прикладных психологических исследованиях уникальных объектов (историко-научный анализ) // Методология и история психологии, 2008. Том 3, № 1, с.145-152.
- Носкова О. Г., — А. А. Богданов и психологическая наука (К 125-летию со дня рождения) //Вестник Моск. ун-та. Серия 14. Психология, 1998, № 4, с.61-70; 1999, № 1, с.61-70.
- Брушлинский А. В., Кольцова В. А., Носкова О. Г., Олейник Ю. Н., — Вильям Штерн как психолог // Штерн В. Дифференциальная психология и её методические основы, серия «Памятники психологической мысли». М.: Наука, 1998, с.317-333.
- Кольцова В. А., Носкова О. Г., Олейник Ю. Н., — И. Н. Шпильрейн и советская психотехника // Психологический журнал, 1990, № 2, с.111-133.
- Носкова О. Г., Железнодорожная психология И. И. Рихтера // Вестник Моск. ун-та. Серия 14. Психология. 1985, № 1, с.55-65

### Книги
- Климов Е. А., Носкова О. Г., История психологии труда в России. Учебное пособие. — М.: МГУ, 1992. ISBN 5-211-02151-7
- Носкова О. Г., История психологии труда в России (1917—1957). Уч. пособие / под ред. Е. А. Климова. — М.: МГУ, 1997. ISBN 5-211-03830-4
- Носкова О. Г., Психология труда. Учебное пособие / под ред. Е. А. Климова. — М.: Изд. центр «Академия», 2004. ISBN 5-7695-1717-4
- Психология труда, инженерная психология и эргономика: учебник для академического бакалавриата / Под ред. Е. А. Климова, О. Г. Носковой, Г. Н. Солнцевой. — М.: Юрайт, 2015; ISBN 978-5-9916-4145-6 (Носкова О. Г. — автор 8 глав и соредактор)
- Зверева Т. В., Носкова О. Г., Психологическое наследие К. К. Платонова. — М.: Издательство «Институт психологии РАН», 2016. — 214 с. (Методология, теория и история психологии) ISBN 978-5-9270-0341-9
- Чепурко Ю. В., Носкова О. Г., Психография в ориентации молодежи на юридические профессии [Electronische Ressourse]. Saarbrucken, Deutschland: LAP LAMBERT Academic Publishing, 2014. — 228 c. ISBN 978-3-659-62197-0
- Гусев А. Н., Девишвили В. М., Носкова О. Г., Хлудова Л. К., Черноризов А. М., Практикум по основам эргономической психофизиологии / под. ред. В. М. Девишвили. М.: Акрополь, 2016. — 155 с. ISBN 978-5-98807-075-7
- История советской психологии труда. Тексты (29-30-е гг. XX в.). / ред. В. П. Зинченко, В. М. Мунипов, О. Г. Носкова. М.: МГУ, 1983. — 360 с. (Носкова О. Г.- соредактор-составитель и автор примечаний).